# Мишулин, Василий Александрович

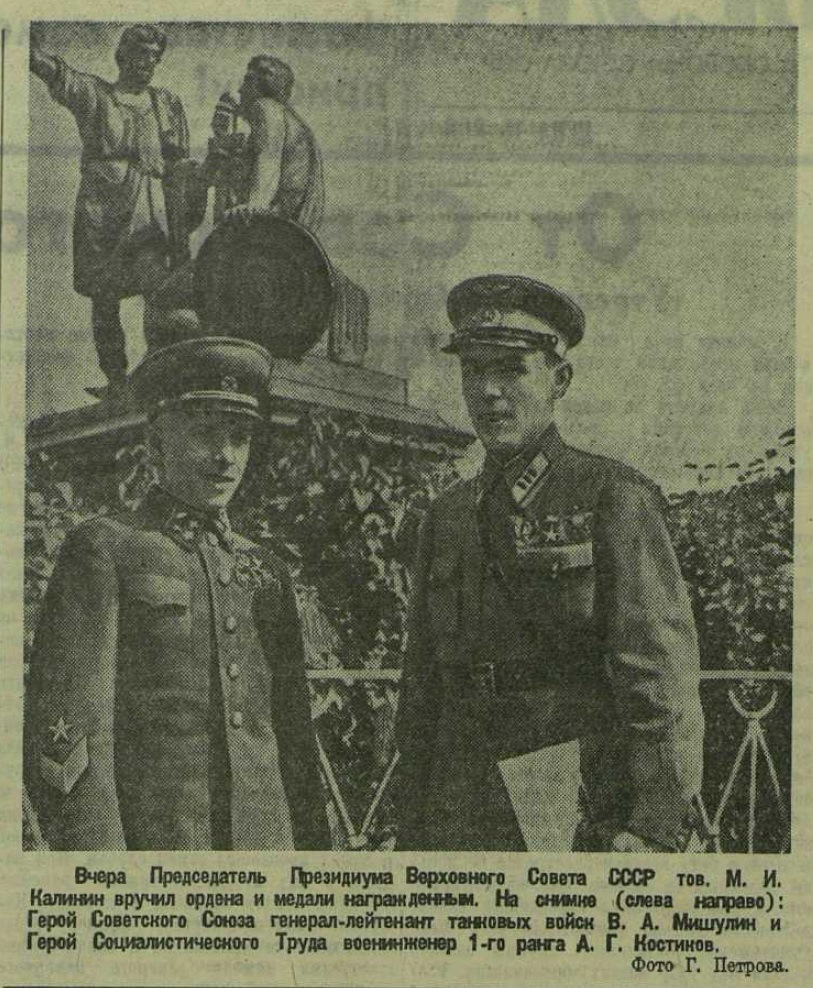
Герой Советского Союза генерал-лейтенант танковых войск В. А. Мишулин (слева) и Герой Социалистического Труда военинженер 1-го ранга А. Г. Костиков, 19 августа 1941 г.

Василий Александрович Мишулин (26 апреля 1900, Мошок, Владимирская губерния — 26 апреля 1967, Ростов-на-Дону) — советский военачальник, Герой Советского Союза (24 июля 1941 года). Гвардии генерал-лейтенант танковых войск (24 июля 1941 года).

## Биография
Василий Александрович Мишулин родился 26 апреля 1900 года в селе Мошок (ныне — в Судогодском районе Владимирской области) в крестьянской семье.
После окончания сельской двухклассной школы работал стеклодувом и шлифовщиком на стекольном заводе в селе Мошок.
В мае 1919 года был призван в ряды РККА, после чего служил во 2-м запасном полку в Костроме и в отдельном лыжном батальоне в Казани.
В январе 1920 года был назначен на должность командира пулемётного расчёта в 3-м стрелковом полку 1-й стрелковой бригады. Принимал участие в боевых действиях в Карелии, а также в советско-польской войне.
В августе 1920 года был направлен на учёбу в учебный батальон в Ростове-на-Дону, по окончании которой был назначен на должность младшего командира в 31-й Грузинской стрелковой дивизии.
В 1921 году вступил в ряды РКП(б).
В июне 1921 года был направлен на учёбу на дислоцированные в Пятигорске 37-е Тихорецкие пехотные курсы, по окончании которых в апреле 1923 года был назначен на должность командира отделения 84-го стрелкового полка (28-я стрелковая дивизия, Северо-Кавказский военный округ), в ноябре 1923 года — на должность командира отделения и старшины роты 75-го стрелкового полка (25-я стрелковая дивизия, Северо-Кавказский военный округ). В 1925 году участвовал в боевых действиях против воинских формирований в Чечне.
В октябре 1926 года Мишулин был назначен на должность политрука и командира роты 225-го стрелкового полка (75-я стрелковая дивизия, Украинский военный округ). По окончании краткосрочных курсов переподготовки политсостава в 1928 году был назначен на должность командира взвода на этих курсах. В феврале 1929 года был назначен на должность политрука роты 225-го стрелкового полка.
В сентябре 1931 года Мишулин был направлен на учёбу в Военную академию имени М. В. Фрунзе, по окончании которой в мае 1936 года был назначен на должность начальника штаба 29-го механизированного полка (29-я кавалерийская дивизия), а в августе 1937 года — на должность командира отдельного бронеполка особого назначения, вскоре преобразованного в 8-ю отдельную мотоброневую бригаду. Вскоре бригада была включена в состав 57-го особого корпуса, дислоцированного в Монгольской Народной Республике. Находясь на этой должности, участвовал в боевых действиях на Халхин-Голе, за что был награждён орденом Красного Знамени.
В марте 1941 года полковник Василий Александрович Мишулин был назначен на должность командира 57-й танковой дивизии Забайкальского военного округа. В мае 1941 года дивизия была передислоцирована и включена в состав Киевского военного округа.
В первые дни войны дивизия под командованием Мишулина вела боевые действия под Шепетовкой, а к июлю была передислоцирована в район села Красное (Смоленская область), где приняла участие в Смоленском сражении. В ходе этих боевых действий восточнее Смоленска полковник Мишулин был ранен осколком мины в голову, однако не покинул поля боя.
Указом Президиума Верховного Совета СССР от 24 июля 1941 года за образцовое выполнение боевых заданий командования на фронте борьбы с германским фашизмом и проявленные при этом отвагу и геройство полковнику Василию Александровичу Мишулину присвоено звание Героя Советского Союза с вручением ордена Ленина и медали «Золотая Звезда». В этот же день, 24 июля 1941 года, постановлением Совета Народных Комиссаров СССР полковнику Василию Александровичу Мишулину было присвоено воинское звание «генерал-лейтенант танковых войск», минуя воинское звание генерал-майора.
Данное повышение в звании было вызвано путаницей, связанной с неразберихой первых месяцев войны. Командующий Западным фронтом А. И. Ерёменко дал следующее представление: «…Представляю полковника Мишулина к званию Героя Советского Союза и к воинскому званию генерала. Генерал-лейтенант Еременко». В ходе передачи текст был искажён и принял следующий вид: «Представляю полковника Мишулина к званию Героя Советского Союза и к воинскому званию генерал-лейтенанта. Еременко». В таком виде представление прошло необходимые инстанции, после чего полковник Мишулин получил звание генерал-лейтенанта.
В августе 1941 года генерал-лейтенант танковых войск Василий Александрович Мишулин был назначен на должность первого заместителя начальника Главного автобронетанкового управления РККА, находясь на которой, в конце августа — начале сентября 1941 года находился на Брянском фронте, где был одним из руководителей танкового сражения под Трубчевском (Брянская область). В сентябре 1941 года был направлен на Южный фронт в качестве представителя Ставки Верховного Главнокомандующего.
В октябре 1941 года был назначен на должность командующего танковой группой Западного фронта в составе 23-й, 26-й и 27-й танковых бригад.
В январе 1942 года генерал-лейтенант танковых войск Мишулин был назначен на должность командующего бронетанковыми и механизированными войсками Калининского фронта, а 31 марта — на должность командира 4-го танкового корпуса, который принимал участие в Воронежско-Ворошиловградской и Сталинградской оборонительных операциях.
12 октября 1942 года генерал-лейтенант Василий Александрович Мишулин был снят с должности командира 4-го танкового корпуса «за ослабление руководства войсками» и был назначен на должность командира 173-й танковой бригады. Принимал участие в Харьковской оборонительной операции. Был дважды ранен.
В июле 1943 года был направлен на учёбу на ускоренный курс при Высшей военной академии имени К. Е. Ворошилова, по окончании которого 1 апреля 1944 года был назначен на должность командира 3-го танкового корпуса. Принимал участие в Уманско-Ботошанской операции.
4 июля 1944 года генерал-лейтенант танковых войск Василий Александрович Мишулин был снят с должности командира 3-го танкового корпуса за крупные недостатки в руководстве войсками, следствием чего стала авария на тыловом полигоне с человеческими жертвами.
В сентябре 1944 года был назначен на должность командующего бронетанковыми и механизированными войсками 10-й гвардейской армии, которая до конца войны принимала участие в блокаде Курляндской группировки противника.
В октябре 1945 года был назначен на должность командующего бронетанковыми и механизированными войсками Таврического военного округа, в ноябре 1948 года — на должность командующего бронетанковыми и механизированными войсками Восточно-Сибирского военного округа. В июне 1953 года генерал-лейтенант танковых войск В. А. Мишулин уволен в запас.
Жил в Ростове-на-Дону. Принимал активное участие в общественной жизни города и был выбран председателем военно-научного общества при окружном Доме офицеров. Написал воспоминания о начальном периоде Великой Отечественной войны, которые при его жизни не были изданы (впервые опубликованы в Симферополе в 2011 году, в России на сайте «Военно-исторического журнала» в 2014 году).
Умер 26 апреля 1967 года в Ростове-на-Дону. Похоронен на Армянском кладбище.

## Воинские звания
- Старший лейтенант (30.12.1935)
- Капитан (10.03.1937)
- Полковник (26.09.1938)
- Генерал-лейтенант танковых войск (24.07.1941)

## Награды
- Медаль «Золотая Звезда» Героя Советского Союза (24.07.1941);
- два ордена Ленина (24.07.1941, 21.02.1945);
- три ордена Красного Знамени (29.08.1939, 3.11.1944, …);
- орден Суворова 2-й степени (8.02.1943);
- орден Красной Звезды (1938);
- медали.
- орден Красного Знамени (Монголия, 1939)

## Сочинения
- В. А. Мишулин. «Тяжелые годы» (воспоминания).

## Память
- На родине Героя установлена мемориальная доска.

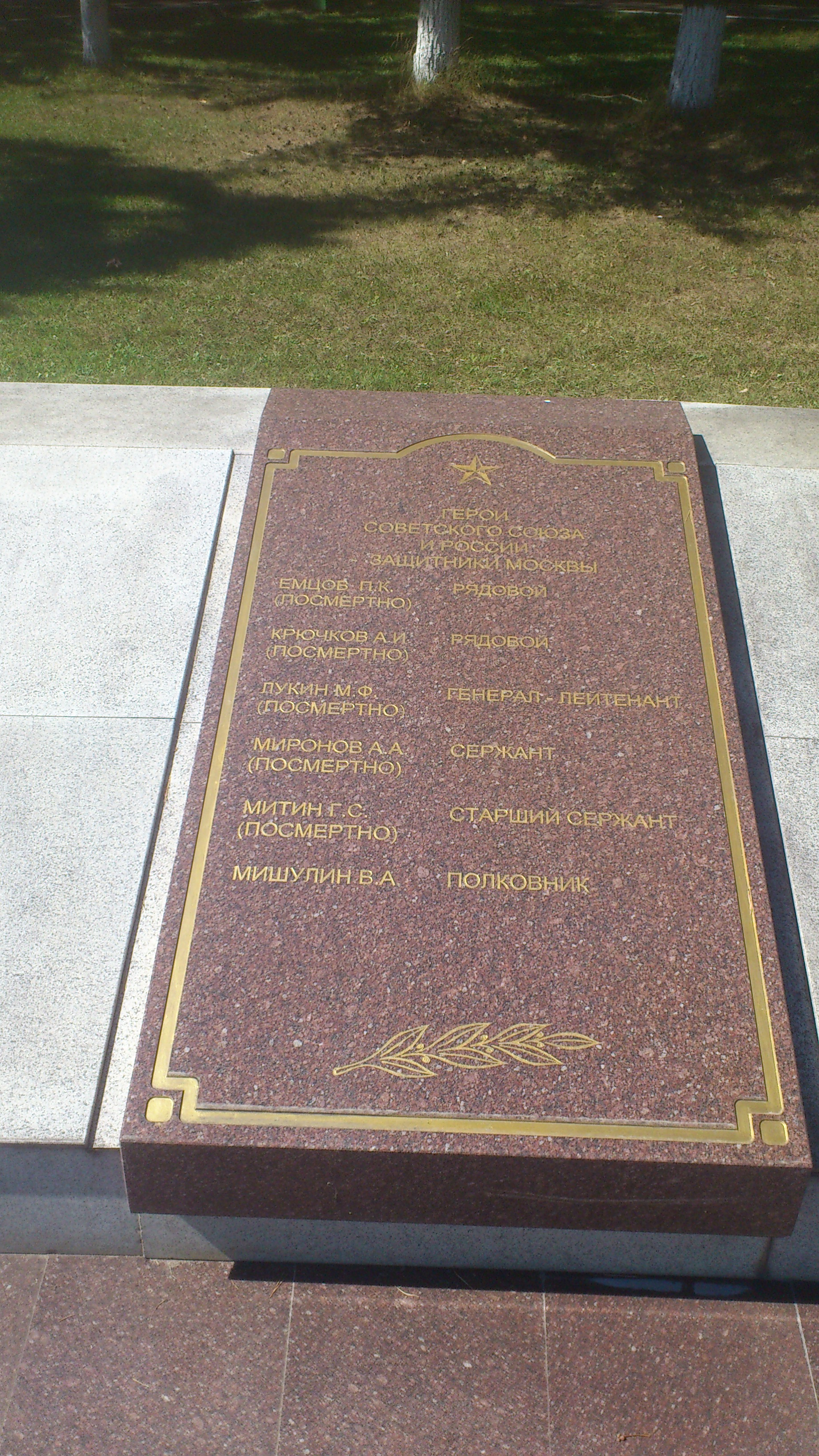
Имя В. А. Мишулина высечено на плите мемориального комплекса «Воинам-сибирякам».
Мемориальный комплекс «Воинам-сибирякам», Ленино-Снегирёвский военно-исторический музей.